# کینن تامسون
کینن تامسون (به انگلیسی: Kenan Thompson) (زاده ۱۰ مه ۱۹۷۸) یک بازیگر و کمدین آمریکایی است.
از فیلم‌های معروف او می‌توان به گویندگی در ماجراهای راکی و بولوینکل، اسمورف‌ها، اسمورف‌ها ۲، پارک شگفت‌انگیز و تور جهانی ترول‌ها و بازی در فیلم‌های برگر خوب، دروغگوی چاق گنده، وینرز، آن‌ها باهم آمدند، کلیفورد سگ بزرگ قرمز، دختر رئیس من، جنس مخالف و هالووین هیوبی اشاره کرد.

## زندگی شخصی
تامپسول در ۱۱ نوامبر ۲۰۱۱ با کریستینا اوانجلین (مدل) ازدواج کرد آن‌ها دو دختر جورجیا متولد ۲۰ ژوئن ۲۰۱۴ و جیانا متولد ۲ اوت ۲۰۱۸ دارند.